# Dennis Stevenson
Pour les articles homonymes, voir Stevenson.
Henry Dennistoun "Dennis" Stevenson (né le 19 juillet 1945) est un homme d'affaires britannique et ancien président de HBOS. Il siège à la Chambre des lords de 1999 à 2023. 

## Éducation
Stevenson fait ses études dans deux écoles indépendantes écossaises: l'Académie d'Édimbourg et le Trinity College de Glenalmond (renommé depuis Glenalmond College). Il va ensuite au King's College, Cambridge. 

## Carrière
La carrière commerciale de Stevenson commence quand il crée le SRU Consultancy Group à son départ de Cambridge. Il est président de la Newton Aycliffe et de la Peterlee New Town Development Corporation de 1971 à 1980. 
Stevenson est directeur non exécutif de British Technology Group (1979-1989), Tyne Tees Television (1982-1987), Manpower (1988-2006), Thames Television (1991-1993), J. Rothschild Assurance plc (1991 –97), English Partnerships (1993-2004), BSkyB (1994-2001), Lazard Bros (1997-2002), St James's Place Capital (1997-2002) et Waterstones (2011-2016) . 
Il est président de l'Association nationale des clubs de jeunes (1973-1981), Intermediate Technology Development Group (1983-1990), administrateur de la Tate Gallery (1988-1998), Aerfi (anciennement GPA, 1993-1999), Pearson (1997-2005), HBOS (anciennement Halifax Plc, 1999-2008), la Commission des nominations de la Chambre des lords (2001-2008) et Aldeburgh Music (2002-2012). 
Il est également un ancien chancelier de l'Université des arts de Londres. 
Stevenson est un militant de longue date pour une meilleure compréhension et un traitement de la maladie mentale éclairé par ses propres expériences de dépression. Il est président fondateur de MQ: Transforming Mental Health, un organisme de bienfaisance qui soutient la recherche en santé mentale; et il fait la promotion d'un projet de loi d'initiative parlementaire - le «projet de loi sur la santé mentale (discrimination)» pour éliminer un certain nombre de discriminations à l'encontre des personnes souffrant de maladie mentale. 
Il est aussi administrateur d'Inter Mediate qui facilite la négociation pour aider à apporter une paix durable dans les conflits les plus difficiles, complexes et dangereux où d'autres organisations sont incapables d'opérer.

## Crise bancaire de 2008
Stevenson devient président de Halifax plc en 1999 et, lors de la fusion avec la Bank of Scotland en mai 2001, formant HBOS plc. Après l'effondrement de Lehman Brothers en septembre 2008 et la fusion forcée de sauvetage entre HBOS et Lloyds TSB, Stevenson et Andy Hornby démissionnent, renonçant à leurs droits à tout «paiement». Lors d'une réunion du Comité spécial du Trésor de la Chambre des communes le 10 février 2009, Stevenson s'excuse pour le quasi-effondrement de HBOS. En avril 2013, la Commission parlementaire sur les normes bancaires attribue la responsabilité principale de l'effondrement de HBOS à Stevenson aux côtés des anciens directeurs généraux James Crosby et Andy Hornby. La commission exhorte le régulateur à interdire aux trois hommes de revenir dans l'industrie.

## Vie privée
Stevenson épouse Charlotte Susan Vanneck, fille de Peter Vanneck, ancien maire de Londres, en 1972 et a quatre fils. Il est nommé Commandeur de l'Ordre de l'Empire britannique (CBE) dans les honneurs de la nouvelle année 1981, fait chevalier dans les honneurs de la nouvelle année 1998, et créé pair de vie le 13 juillet 1999 prenant le titre de baron Stevenson de Coddenham, de Coddenham dans le comté de Suffolk. 